# Lonicera ciliosissima
Lonicera ciliosissima är en kaprifolväxtart som beskrevs av Cheng Yih Wu, Ping Sheng Hsu och H.J. Wang. Lonicera ciliosissima ingår i släktet tryar, och familjen kaprifolväxter. Inga underarter finns listade i Catalogue of Life.